# 덱탸료프 대전차소총

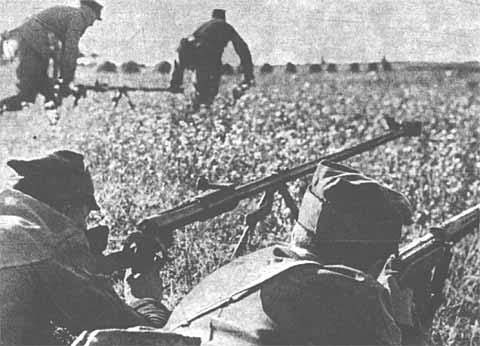
PTRD를 사용하는 소련군병사

1941년형 덱탸료프 대전차소총(러시아어: Противотанковое однозарядное ружьё системы Дегтярёва образца 1941 года; ПорД-41, PTRD-41)은 제2차 세계대전 중인 1941년 소련의 유명한 총기개발자 바실리 덱탸료프와 시모노프가 개발한 대전차 소총이다.
본래 소련의 대전차총이었던 M39를 대체하기 위해 소련이 급히 개발하였으며, 기존의 M39가 쓰던 12.7mm 탄환보다 구경이 더큰 14.5mm 탄을 사용하게 된다. PTRD는 독일의 초반 주력전차인 3호전차와 4호전차를 관통할 정도의 화력을 가지고 있었다. 이 좋은 성능으로 인해 PTRD는 무려 약 18만정 정도를 생산하게 되고, 대공용으로도 일부쓰이게 됐으며, 저격용으로도 쓰였다. 후반에도 독일의 장갑차나 화물수송트럭을 파괴하는 성과를 올렸다. 그리고 PTRD 41은 6.25 전쟁 때도 사용된 것으로 알려져 있으며, 6.25 전쟁 때 연합군의 차량이나 전차를 괴롭혀왔고, 노획무기 테스트에서 스코프를 장착하고 1km밖의 표적을 맞추었다.

## 같이 보기
- PTRS-41